# Bumpning
Bumpning (engelska: bumping) eller att bumpa (från engelskans bump, "Bring Up My Post", att knuffa) kallas det när man flyttar upp ett inlägg i ett diskussionsforum så att det kommer att läsas av fler, genom att skriva nya inlägg som är tomma eller åtminstone inte tillför någonting.
I många forum ogillas det, och kan vara uttryckligen otillåtet.
I alla händelser bjuder god ton att man som rubrik eller text skriver just bump eller motsvarande. En maskerad bump i form av ett poänglöst inlägg är inte god ton.
Många forum har även så kallad sticky-funktion, som gör att en administratör kan klistra fast en tråd högst upp på sidan. Dessa klistrade trådar innehåller ofta regler eller instruktioner för forumet.